# Santo Stefano di Camastra
Santo Stefano di Camastra là một đô thị ở tỉnh Messina trong vùng Sicilia của Italia, có vị trí cách khoảng 90 km về phía đông của Palermo và vào khoảng 110 km về phía tây của Messina. Tại thời điểm ngày 31 tháng 12 năm 2004, đô thị này có dân số 4.553 người và diện tích là 21,9 km².
Santo Stefano di Camastra giáp các đô thị: Caronia, Mistretta, Reitano.